# Nederlands landskampioenschap voetbal 1910/1911
Dvacátý třetí ročník Nederlands landskampioenschap voetbal 1910/11 (česky: Nizozemské fotbalové mistrovství) se účastnilo opět 17 klubů, které byli rozděleny do dvou skupin (Východní a Západní). Vítězové skupin odehrály dva zápasy o titul. Titul získal podruhé v klubové historii Sparta Rotterdam, který porazil ve finále GVC 1:0 a 5:1.